# Synodites hilaris
Synodites hilaris là một loài tò vò trong họ Ichneumonidae.